# Christy Burke

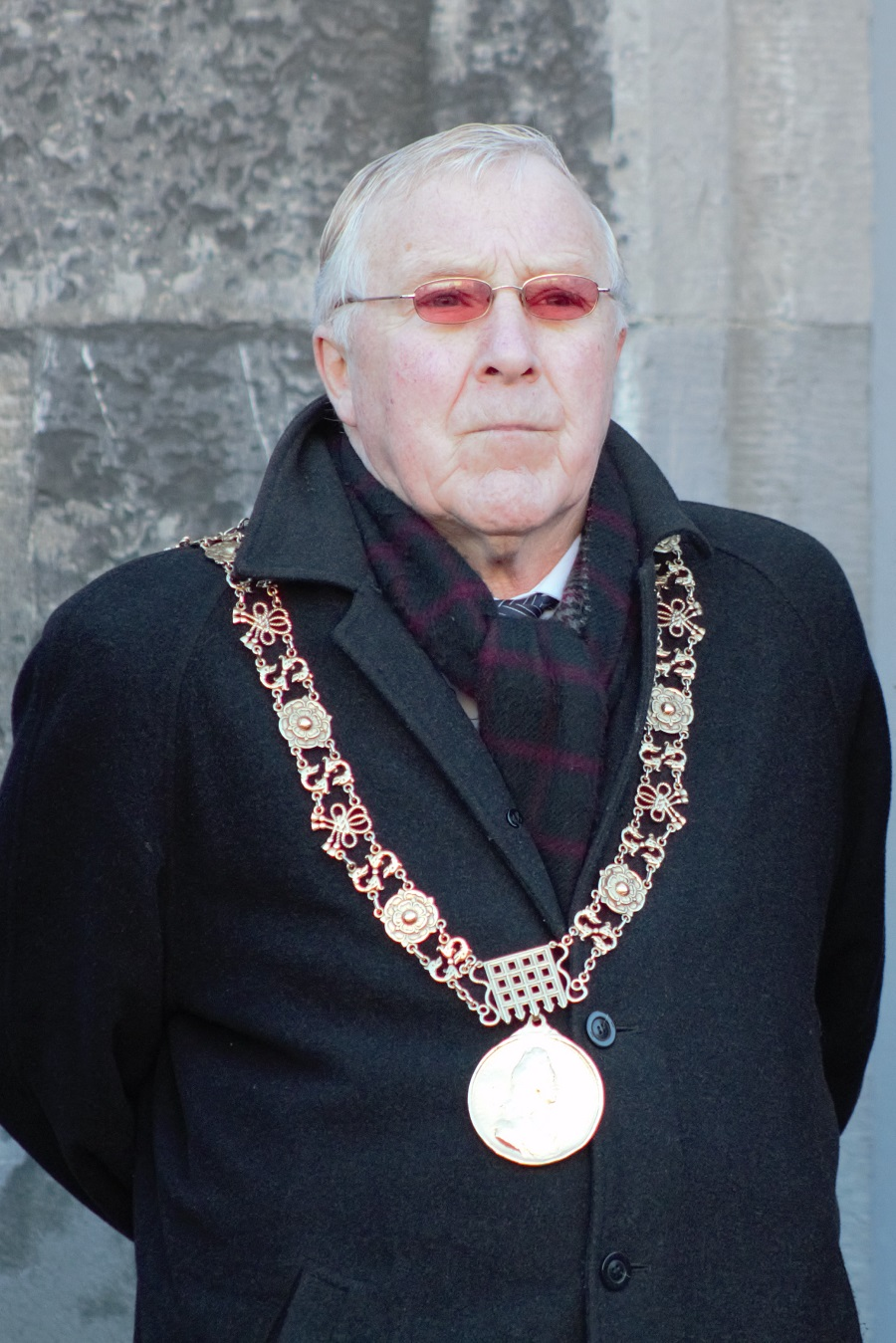
Christy Burke (2015)

Christy Burke (* in Dublin) ist ein irischer parteiloser Politiker und war von Juni 2014 bis Juni 2015 der 345. Oberbürgermeister von Dublin.

## Leben
Burke wuchs in Dublin auf. 1985 wurde er erstmals für die Sinn Féin in das Dublin City Council gewählt. Es erfolgten mehrere Wiederwahlen. 2009 trat er drei Tage nach seiner erneuten Wahl in das Dublin City Council aus der Sinn Féin aus. Am 6. Juni 2014 wurde er zum Oberbürgermeister von Dublin (Lord Mayor of Dublin) gewählt und löste damit Oisín Quinn von der Irish Labour Party ab.